# Donnelly (Idaho)
Donnelly – miasto w Stanach Zjednoczonych, w stanie Idaho, w hrabstwie Valley.